# Serolidae
Serolidae je porodica morskih rakova isopoda, koja sadrži sljedeće rodove:
- Acanthoserolis Brandt, 1988.
- Acutiserolis Brandt, 1988.
- Atlantoserolis Wägele, 1994.
- Basserolis Poore, 1985.
- Brazilserolis Wägele, 1994.
- Brucerolis Poore & Storey, 2009.
- Caecoserolis Wägele, 1994.
- Ceratoserolis Cals, 1977.
- Cristaserolis Brandt, 1988.
- Frontoserolis Brandt, 1991.
- Glabroserolis Menzies, 1962.
- Heteroserolis Brandt, 1991.
- Leptoserolis Brandt, 1988.
- Myopiarolis Bruce, 2009.
- Neoserolis Wägele, 1994.
- Paraserolis Wägele, 1994.
- Sedorolis Bruce, 2009.
- Septemserolis Wägele, 1994.
- Serolella Pfeffer, 1891.
- Serolina Poore, 1987.
- Serolis Leach, 1818.
- Spinoserolis Brandt, 1988.
- Thysanoserolis Brandt, 1991.